# Stano Dančiak
Stano Dančiak (26. října 1942 Bratislava – 4. srpna 2018 Bratislava) byl slovenský filmový a divadelní herec.

## Život
V roce 1965 absolvoval studium na VŠMU. Nastoupil do činohry Slovenského národního divadla, ze kterého později i s přáteli odešel do nově založeného Divadla na Korze, ve kterém působil od roku 1969 do jeho úředního uzavření v roce 1971. Ve stejném roce nastoupil do činohry Nové scény. Od 1. ledna 1990 byl členem Činohry SND.
Stano Dančiak byl charakterový herec, měl blízko ke tragikomedii. Známý byl svým komediálním talentem s dynamickým gestem a mimikou, jakož i schopností pohotové improvizace. Účinkoval také v dabingu, namluvil například inspektora Derricka představovaného německým hercem Horstem Tappertem. 
Byl ženatý, měl 3 děti.

## Filmografie
- 1960: Na pochode sa vždy nespieva
- 1965: Námestie svätej Alžbety (Karol)
- 1965: Kým sa skončí táto noc (Kvetinka)
- 1966: Vrah zo záhrobia
- 1970: Zločin slečny Bacilpýšky (indián Muro)
- 1973: Prípad krásnej nerestnice (Ján Wittgruber)
- 1973: Skrytý prameň
- 1975: Sebechlebskí hudci (Jakub)
- 1978: Poéma o svedomí (Počiatok)
- 1981: Spoveď vreckového zlodeja (zloděj)[4]
- 1983: Sojky v hlavě (otec)
- 1984: Návrat Jána Petru (Štefan Dinda)
- 1984: O sláve a tráve (Edo)
- 1984: Prodavač humoru (muž)
- 1988: Mikola a Mikolko (hostinský)
- 1989: Chodník cez Dunaj (Viktorův otec)
- 1989: Montiho čardáš (Bunko)
- 1990: Svědek umírajícího času (Kryštof Harant)
- 1990: Dávajte si pozor! (Bohuš Martinák)
- 1990: Súkromné životy (Lichner)
- 1992: Lepší je být bohatý a zdravý než chudý a nemocný (kpt. Klinec)
- 1993 – 1996: Bud Bindi - serie televízních grotesek
- 1995: …ani smrt nebere! (hostinský)
- 1996: Lea (majitel obchodu)
- 1996: Suzanne (taxikář)
- 1998: Rivers of Babylon (Mozoň)
- 2005: Šílení (hostinský)

## Diskografie, kompilace (výběr)
- 2008 – Velcí herci zpívají malým dětem 2 – Kniha s CD – Enigma, ISBN 978-80-969830-1-8, Texty: Peter Konečný – Alena Michalidesová – Oľga Záblacká – Svetozár Sprušanský, Hudba: Sisa Michalidesová, (na CD zpívají: Ladislav Chudík, Marián Labuda, Marián Geišberg, Martin Huba, Monika Hilmerová, Robert Roth, Petra Polnišová, Ladislav Kerata, Oľga Belešová, Alexander Bárta, Ivo Gogál a Gabriela Dzuríková)

## Ocenění
- 2015: Na 35. ročníku Kremnických gagů získal Zlatého Gunára za celoživotní dílo[5]